# أمريكان إيغل إيه-101
أمريكان إيغل إيه-101 (بالإنجليزية: American Eagle A-101) هي قاذفة قنابل خفيفة. وطائرة رياضية ومرافق عامة، ذات سطحين، بقمرة قيادة مفتوحة وثلاثة مقاعد. أنتجت في الولايات المتحدة. من صناعة شركة أمريكان إيغل للطائرات. كان أول طيران لها في 9 أبريل 1926. صنع منها 300 طائرة.